# Химна Јапана
"Kimi Ga Yo" („1000 година владавине да ти буду срећне”) (јап. 君が代) је национална химна Јапана, која је била незванична до 1999. Написана је у стилу Вака (Waka), древном јапанском стилу песме, из Хеиан периода (Heian). Аутор није познат.

## Стихови
| Кими га јо ва Ћијо ни, Јаћијо ни, Сазаре иши но, Ивао то нарите, Коке но мусу маде. - 'В' се у овом случају изговара као енглески 'w' | Нека владавина мог Господара, Траје хиљаду, Осам хиљада генерација, Док шљунак Не прерасте у камење Покривено маховином. | 君が代は 千代に 八千代に 細石の 巌となりて 苔の生すまで | きみがよは ちよに やちよに さざれいしの いわおとなりて こけのむすまで |  |

Постоји мишљење да су ово стихови једне љубавне песме. Древни Јапанци су веровали да камење настаје од шљунка као што изданак расте из семена, што се и огледа у песми.
Године 1869. Ојама Иуао (Oyama Iwao) и други Сацума војни официри су изабрали ову песму за националну химну и упослили енглеза Џона Вилијама Фентона (John WIlliam Fenton) да напише музику за њу. Ипак, због лоше репутације аутора, идеја је напуштена 1876. Садашњу музику је компоновао Хајаши Хиромори (Hayashi Hiromori) 1880. године.